# アウグスタ (小惑星)
アウグスタ (254 Augusta) は、小惑星帯に位置する典型的な小さな小惑星の一つで、S型小惑星に分類される。アウグスタ族の名前の由来となった小惑星であり、この小惑星族の中で最初に発見された。
1886年3月31日にオーストリアの天文学者、ヨハン・パリサがウィーンで発見し、オーストリアの天文学者カール・リットローの未亡人の名前にちなんで命名した。